# Hotel FM
Hotel FM es una banda rumana formada en abril del 2005 por el británico David Bryan y sus amigos Gabriel Băruţa y Alex Szus. Esta banda ha dado muchos conciertos en varias ciudades de Rumanía, y Alemania. En el verano de 2006, sacaron un CD promocional.

## Eurovision
Hotel FM intentó representar a Rumanía en el 2010, con la canción "Come As One", quedando 4.os en la preselección de ese año.
En 2011 fueron seleccionados por la TVR como uno de sus finalistas para el Selecţia Naţională 2011 con la canción Change (música: Gabriel Băruţa, letra: Alexandra Ivan y Băruţa).
Se hicieron acreedores al primer lugar y por lo tanto, representarán a Rumanía en la 56° Edición del Festival de la Canción de Eurovisión 2011, en Düsseldorf, Alemania. Participando en la segunda semifinal del 12 de mayo de 2011.Pasando a la final del 14 de mayo y quedando en el 16/17 puesto empatado con Rusia.

| Predecesor: "Playing with Fire" Paula Seling y Ovi | Rumania en el Festival de Eurovisión 2011 | Sucesor: "Zaleilah" Mandinga |